# Життя Мухомацу (фільм, 1958)
«Життя Мухомацу» (яп. 無法松の一生, мухомацу-но іссей, в радянському кінопрокаті демонструвався з січня 1960 року під назвою «Людина-рикша»),  — японський широкоекранний фільм-драма 1958 року, поставлений режисером Хіросі Інагакі за романом Сюнсаку Івасіти «Життя Мацу Неприрученого» з Тосіро Міфуне в головній ролі. Стрічка є ремейком його ж однойменного фільму 1943 року.
Національна прем'єра фільму відбулася 22 квітня 1958 року в Токіо. Світова прем'єра відбулася в Італії у вересні 1958 року в рамках конкурсного показу на 19-му Венеційському кінофестивалі де він здобув «Золотого лева».

## Сюжет
Жив у місті Куруме рикша на ім'я Мацугоро. Був він пустотливим, веселим, сміливим, нікому нічим не поступався, не пробачав ніяких образ. За грубість і пустощі його прозвали «неприрученим». Усі його побоювалися, але й поважали за справедливість і доброту.
Одного разу Мацугоро побачив, як хлопчаки стрибали з дерева і один з них не наважувався піти за товаришами. Мацу почав соромити його — чоловік має бути сміливим. Хлопчик стрибнув і забив ногу. Довелося Мацу доставити його додому. Так уперше він побачив матір Тосіро — красуню Рьоко, дружину лейтенанта Йосіока. Сильно застудившись, помер батько Тосіо, і Мацу став вірним і відданим другом хлопчика. Неначе підмінили рикшу — він став уважним, ніжним, грав з Тосіо, захищав його від забіяк, допомагав виховувати його. І все це робив він з любові до прекрасної Рьоко.
Йшли роки, виріс Тосіо, поїхав на навчання в університет, тепер йому більше не став потрібним його відданий друг Мацу, він навіть соромився його. Тужливо й самотньо було на душі у Мацу, його єдина радість в житті — Тосіо не був з ним. А у своєму кохання до Рьоко він не зізнався б навіть під страхом смерті, адже він безграмотний простолюдин, бідний рикша, а вона пані.
З горя запив Мацу, і одного разу морозним ранком його знайшли мертвим у снігу. Усі свої заощадження він заповідав Тосіо і Рьоко.

## У ролях
| • Тосіро Міфуне    | … | Мацугоро                               |
| • Хідеко Такаміне  | … | Рьоко Йосіока, вдова лейтенанта Котаро |
| • Хіросі Акутагава | … | лейтенант Котаро Йосіока               |
| • Теко Іїда        | … | Отора, хазяйка готелю                  |
| • Чішю Рю          | … | арбітр Юко                             |
| • Каору Мацумото   | … | юний Тосіо Йосіока                     |
| • Кендзі Касахара  | … | Тосіо Йосіока                          |
| • Харуо Танака     | … | Кумакіті (Кума)                        |
| • Дзюн Татара      | … | працівник театру                       |
| • Нобуо Накамура   | … | брат Йосіко                            |
| • Тіеко Накакіта   | … | зовиця Есико                           |
| • Бокудзен Хідарі  | … | хазяїн таверни                         |
| • Ітіро Арисіма    | … | рознощик медикаментів                  |
| • Кокутен Кодо     | … | Масаї Юдзі                             |

## Знімальна група
- Автор сценарію — Хіросі Інагакі, Мансаку Ітамі за романом Сюнсаку Івасіти «Життя Мацу Неприрученого»
- Режисер-постановник — Хіросі Інагакі
- Продюсер — Томоюкі Танака
- Оператор — Кацуо Ямада
- Композитор — Ікума Ден
- Монтаж — Йосітамі Куроїва
- Художник-постановник — Хіроші Уеда

## Нагороди та номінації
| Нагороди та номінації фільму «Життя Мухомацу» | Нагороди та номінації фільму «Життя Мухомацу» | Нагороди та номінації фільму «Життя Мухомацу» | Нагороди та номінації фільму «Життя Мухомацу» | Нагороди та номінації фільму «Життя Мухомацу» | Нагороди та номінації фільму «Життя Мухомацу» |
| Рік                                           | Кінофестиваль/кінопремія                      | Категорія/нагорода                            | Номінант                                      | Результат                                     |                                               |
| --------------------------------------------- | --------------------------------------------- | --------------------------------------------- | --------------------------------------------- | --------------------------------------------- | --------------------------------------------- |
| 1958                                          | Венеційський міжнародний кінофестиваль        | Золотий лев                                   | Життя Мухомацу                                | Перемога                                      |                                               |

## Про фільм
Режисер Хіросі Інагакі вже знімав у 1943 року «Життя Мухомацу» (заснований на цьому ж самому сценарії) із зіркою фільмів «дзідайгекі» Цумасабуро Бандо в головній ролі. Через п'ятнадцять років він вирішив зробити ремейк власної стрічки в кольорі і з розрахунку на популярність зірки нового покоління Тосіро Міфуне. Макс Тессьє в книзі «Образи японського кіно», пише, що до думки взятися за ремейк режисера підштовхнули купюри, зроблені занадто підозрілою цензурою того часу.
Т. Міфуне, пов'язаний контрактом з «Тохо» не міг відмовитися від ролі, але ставився до цієї роботи з неприхованою неприязню, про що зізнався в одному зі своїх інтерв'ю:

«Цей фільм був повторенням раніше поставленої картини. Я не був задоволений. Пов'язаний контрактом із студією, я був вимушений виконувати свої зобов'язання. Я не люблю повторень, оскільки глядачі, які бачили оригінальну версію, дивляться потім і нову, яка, як правило, програє в порівнянні…»

На відміну від фільму 1943 року ця версія фільму стала багатослівнішою, розпливчастішою, застарілою, менш зворушливою і переконливою. І хоча фільм 1958 року вийшов набагато успішнішим, ніж його попередник, а отримавши «Золотого лева» Венеційського кінофестивалю обійшов усі екрани світу (від США до СРСР), він так і залишився нелюбимим дитям Міфуне. Кінознавець та критик Інна Генс у своїй книзі про актора Тосіро Міфуне пояснює його ставлення до цієї роботи:

«… У Міфуне гостро розвинене почуття самокритичності. Широка популярність не закрутила йому голову. Його природна скромність, яку не похитнули роки, виражається насамперед в недооцінці того, що ним зроблено.»

Французький кінокритик Жак Лурселль пише, що у версії фільму 1958 року «занадто манірна і занадто барвиста манера гри Тосіро Міфуне не дає фігурі Мацугоро [головного героя стрічки] розкритися так само добре, як у першій версії».